# Maxillaria longipetala
Maxillaria longipetala är en orkidéart som beskrevs av Hipólito Ruiz López och Pav.. Maxillaria longipetala ingår i släktet Maxillaria och familjen orkidéer. Inga underarter finns listade i Catalogue of Life.